# Crash (perkusja)

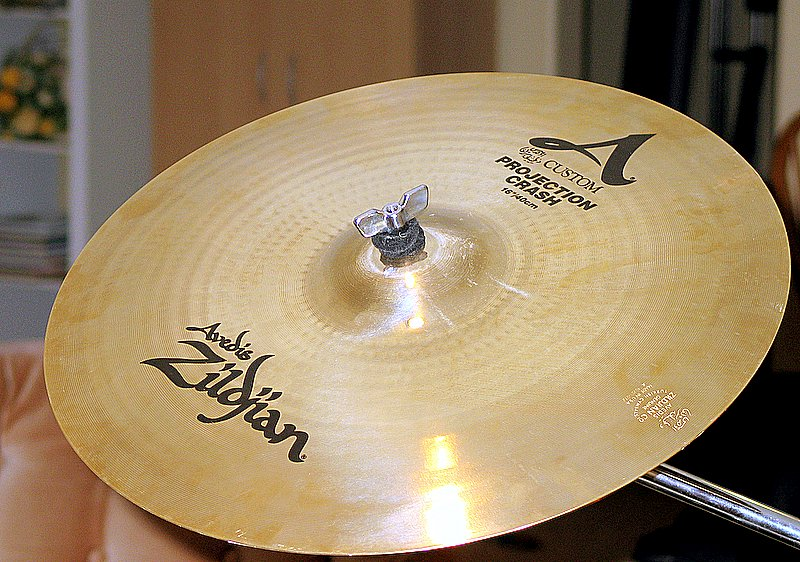
Crash firmy Zildjian

Crash – jeden z podstawowych talerzy w zestawie perkusyjnym. Crash ma zwykle rozmiar od 13" do 19", najczęściej 16". Przy uderzeniu wydaje głośny, agresywny dźwięk. Jest zazwyczaj używany do wyraźnego akcentowania części rytmu. 
Miejsce zapisywania nut granych przez crash na nutach przeznaczonych do gry na zestawie perkusyjnym: